# Vladimir Budko
Vladimir Budko (né Uladzimir Budko, le 4 février 1965) est un athlète biélorusse concourant pour l'Union soviétique, spécialiste du 400 m haies.
Il détient le record européen junior du 400 m haies en 48 s 74 depuis sa médaille d'argent lors des jeux de l'Amitié à Moscou, le 18 août 1984. Un an auparavant, il avait également remporté la médaille d'argent lors des Championnats d'Europe juniors d'athlétisme 1983.

## Palmarès
| Date | Compétition                   | Lieu      | Résultat | Épreuve     | Performance   |
| ---- | ----------------------------- | --------- | -------- | ----------- | ------------- |
| 1983 | Championnats d'Europe juniors | Schwechat | 2e       | 400 m haies | 50 s 05       |
| 1983 | Championnats d'Europe juniors | Schwechat | 3e       | 4 × 400 m   | 3 min 06 s 45 |
| 1984 | Jeux de l'Amitié              | Moscou    | 2e       | 400 m haies | 48 s 74       |
| 1989 | Coupe d'Europe des nations    | Gateshead | 3e       | 400 m haies | 49 s 60       |
| 1989 | Universiade                   | Duisbourg | 2e       | 400 m haies | 50 s 30       |

### National
- 4 fois champion d'URSS sur 400 m haies : 1984, 1986, 1989, 1991[1].

## Records
| Épreuve     | Performance | Lieu     | Date              |
| ----------- | ----------- | -------- | ----------------- |
| 400 m haies | 48 s 71     | Tachkent | 18 septembre 1986 |